# Club Brugge KV
Club Brugge KV je nogometni klub iz belgijskog grada Bruggea. Osnovan je 13. studenoga 1891. godine te je jedan od najpoznatijih belgijskih klubova. Njegov stadion je se ove Jan Breydel, kapaciteta 29.062 mjesta. 
Glavni rivali su Anderlecht iz Bruxellesa, Standard iz Liègea te gradski suparnik Cercle s kojim dijeli stadion. Club Brugge je jedini belgijski klub koji je igrao finale europskog kupa prvaka, a također je igrao i finale Kupa UEFA 1976. godine.

## Uspjesi

### Domaći uspjesi
Belgijska Pro League
- Prvak (19): 1919./20., 1972./73., 1975./76., 1976./77., 1977./78., 1979./80., 1987./88., 1989./90., 1991./92., 1995./96., 1997./98., 2002./03., 2004./05., 2015./16., 2017./18., 2019./20., 2020./21., 2021./22., 2023./24

Belgijski nogometni kup
- Osvajač (12): 1967./68., 1969./70., 1976./77., 1985./86., 1990./91., 1994./95., 1995./96., 2001./02., 2003./04., 2006./07., 2014./15., 2024./25

Belgijski nogometni superkup
- Osvajač (18): 1980., 1986., 1988., 1990., 1991., 1992., 1994., 1996., 1998., 2002., 2003., 2004., 2005., 2016., 2018., 2021., 2022., 2025.

### Europski uspjesi
Kup prvaka
- Finalist (1): 1977./78. (finale)

Kup UEFA
- Finalist (1): 1975./76. (finale)

## Igrači iz Hrvatske
- Ante Žanetić
- Tomislav Butina
- Ivan Perišić
- Ivan Leko

## Vanjske poveznice
- www.clubbrugge.be
- supportersfederatieclubbrugge - Navijačka stranica
- Blue Army - Fan Association & Fan-zine
- www.uefa.com/footballEurope/Club=50043/domestic.html